# Zagorac
Zagorac je priimek več znanih Slovencev:
- Boštjan Zagorac (*1973), politik
- Dean Zagorac, politolog, mednarodni pravnik (mednarodno varstvo človekovih pravic)
- Eva Zagorac (*1995), tenisačica
- Saša Zagorac (*1984), košarkar
- Zenko Zagorac - Zdenac, popularni glasbenik
- Željko Zagorac (*1981), košarkar